# 토쿠이 유
도쿠이 유(徳井 優, 1959년 9월 28일 ~)는 일본의 배우이다. 오사카부 오사카시 출신이며, 본명은 본명: 도쿠이 도시쓰구(徳井 利次)이다. 소속사는 다카오카 사무소이다.
1978년 도에이 교토 배우 양성소에 들어가며 활동을 시작했다. 이후 《쉘 위 댄스》, 《케이조쿠》, 《게게게의 여보》 등 수 많은 영화와 드라마에 조연으로 출연했다.

## 출연 작품

### 드라마
NHK
- 연속 TV 소설
  - 1998년 《덴우라라》
  - 2006년 《순정 반짝》
  - 2008년 《지리토테친》
  - 2010년 《게게게의 여보》
  - 2012년 《우메짱 선생》
- 대하드라마
  - 2002년 《토시이에와 마츠~카가 백만석 이야기~》 - 곤타(고래고기 전문점 주인) 역
  - 2005년 《요시츠네》 - 호리 치카이에 역
  - 2006년 《공명의 갈림길》 - 타나카 마고사쿠 역
  - 2008년 《아츠히메》 - 이토 겐보쿠 역
  - 2012년 《타이라노 키요모리》 - 시게사다 (토키와고젠의 아버지) 역
  - 2018년 《세고돈》 - 야마다 타메히사 역
- 2002년 - 2003년 《록커의 하나코상》
- 2005년 《하루와 나츠》
- 2007년 《하게타카》
- 2008년 《아가씨의 펀치》
- 2009년 《언덕 위의 구름》

닛폰 TV
- 1996년 《소년탐정 김전일》
- 1997년 《우리들의 용기, 미만도시》
- 2002년 《리모트》
- 2008년 《가난남자 본비맨》
- 2008년 《정의의 아군》

TBS
- 1996년 《결혼합시다》
- 1999년 《케이조쿠》
- 2000년 《퀴즈》
- 2001년 《러브 스토리》
- 2004년 《휴대폰 형사 제니가타 루이》
- 2009년 《반장》
- 2010년 《SPEC: 경시청 공안부 공안 제5과 미상 사건 특별 대책계 사건부》
  - 2012년 《SPEC: 상》
- 2011년 《화장실의 여신》
- 2011년 《런어웨이》
- 2011년 《심야식당2》

후지 TV
- 1996년 《나니와 금융도》
- 1998년 《쇼무니》
- 1999년 《학교괴담》
- 2002년 《빅머니》
- 2002년 《웨딩플래너》
- 2003년 《미녀 혹은 야수》
- 2003년 《워터보이즈》
- 2004년 《인간의 증명》
- 2005년 《구명병동 24시》
- 2007년 《빵빵녀와 절벽녀》
- 2008년 《몬스터 페어런츠》
- 2011년 《수수께끼 풀이는 저녁식사 후에》

TV 아사히
- 1996년 《장난스런 키스》
- 2002년 《트릭2》
- 2003년 《OL 제니도》
- 2004년 《파트너》
- 2006년 《사쿠라2호》
- 2007년 《시효경찰》
- 2008년 《파트너》
- 2008년 《미래강사 메구루》
- 2008년 《퍼즐》
- 2009년 《경관의 피》
- 2009년 《필살사업인 2009》

TV 도쿄
- 2006년 《가로》
- 2010년 《우주대작전》

WOWOW
- 2010년 《어째서 당신은 희망을 버렸는가》

### 영화
- 1989년 《팬시 댄스》
- 1996년 《쉘 위 댄스》
- 1996년 《소년 우연대》
- 1998년 《힘내서 갑시다》
- 2001년 《워터 보이즈》
- 2002년 《강아지 단 이야기》
- 2004년 《제브라맨》
- 2004년 《스윙걸즈》
- 2005년 《봄의 눈》
- 2005년 《터치》
- 2006년 《심슨즈》
- 2006년 《오오쿠》
- 2006년 《밤의 피크닉》
- 2007년 《그래도 내가 하지 않았어》 - 니시무라 세이지 역
- 2008년 《20세기 소년》
- 2008년 《이키가미》
- 2009년 《죄와 벌》
- 2009년 《논짱 도시락》
- 2009년 《울지 않아》
- 2010년 《달팽이 식당》
- 2010년 《고고한 메스》
- 2011년 《철로》
- 2022년 《대결! 애니메이션》- 마요야마다 역
- 2023년 《유토리입니다만 무슨 문제 있습니까 인터내셔널》